# Johnny Lujack

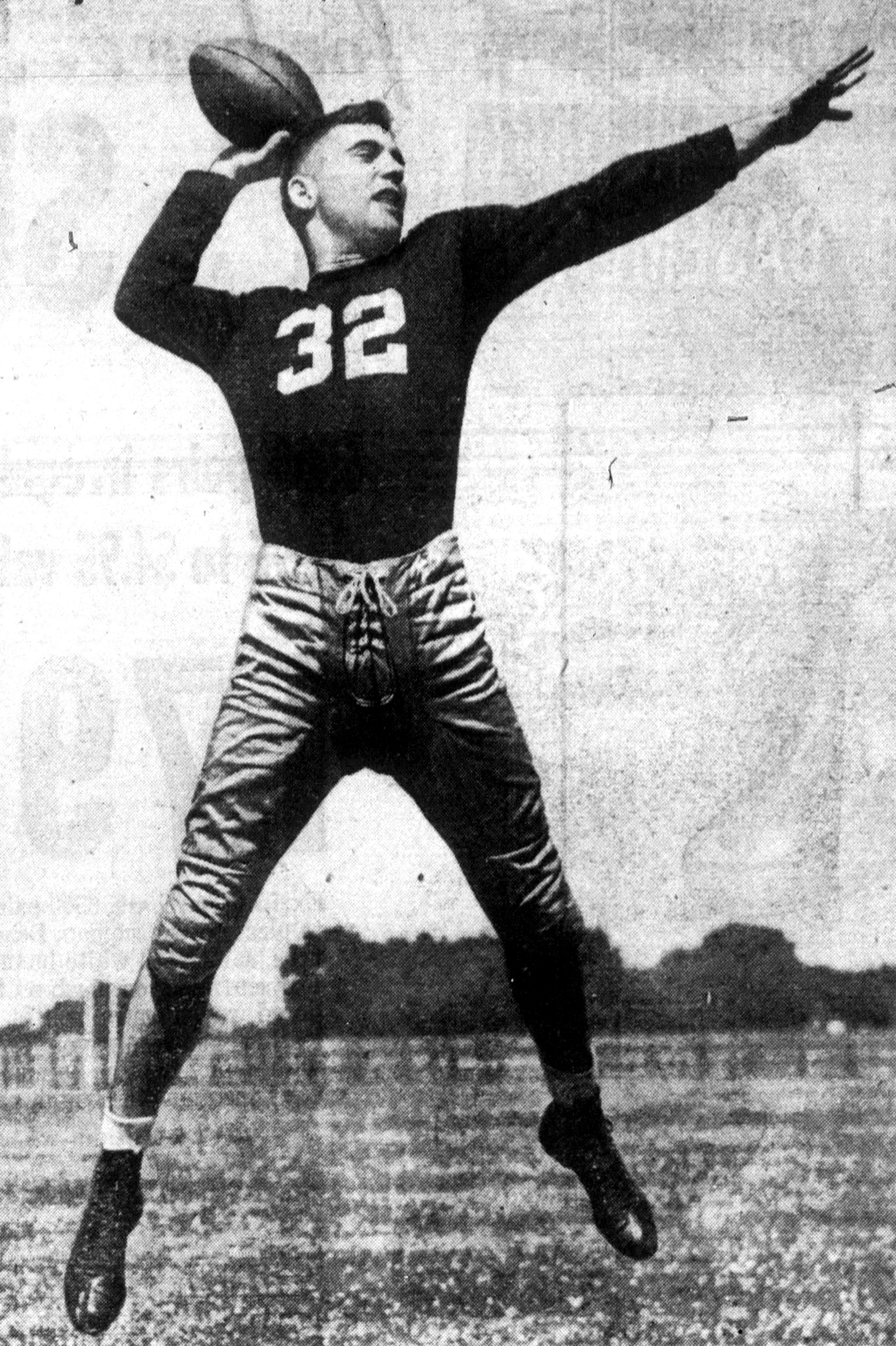
Lujack en 1947

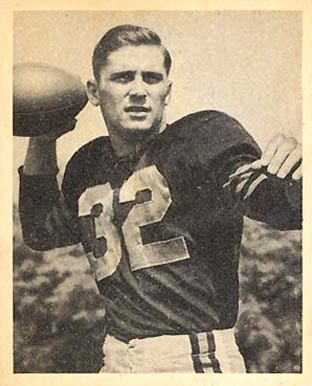
Lujack en 1948.

Johnny Lujack (Connellsville, Pensilvania; 4 de enero de 1925– 25 de julio de 2023) fue un jugador estadounidense de fútbol americano que jugó cuatro temporadas en la NFL con los Chicago Bears en las posiciones de quarterback y defensive end y ganó el Trofeo Heisman en 1947, y hasta su muerte fue el ganador del Heisman más viejo con vida.

## Carrera

### Universitario
Los Army Black Knights lo contactaron pero se fue a los Notre Dame Fighting Irish por ser seguidor del equipo de fútbol americano, pasando a ser el primer estudiante de la Connellsville High School en ser pretendido por los Black Knights, preparatoria de la que fue presidente de los alumnos de último año, y donde practicó Béisbol, fútbol americano, baloncesto y atletismo.
Su carrera universitaria se prolongó por años a causa de la Segunda Guerra Mundial cuando iba en su segundo año, ya que fue reclutado por la Armada de los Estados Unidos para atacar submarinos alemanes en el canal inglés. Al regresar de la guerra fue la portada de la revista Life, y en 1947 lideró a Notre Dame a una marca de 9-0 en su último año donde ganó el Trofeo Heisman, además de distinciones en cuatro deportes, siendo el tercer deportista de Notre Dame en conseguirlo, fue elegido dos veces All-American de manera unánime, ganó tres títulos nacionales con Notre Dame y fue elegido como atleta del año por los periodistas deportivos.

### Profesional
Fue seleccionado en la cuarta ronda global del Draft de 1946 por los Chicago Bears como defensive end y pateador en su temporada de novato, cobrando un salario de 17 000, $ que después aumentó a 20 000, $ temporada en la que consiguió 8 intercepciones y anotó 44 goles de campo en 46 intentos.
En 1949 trabajó en la radio para ABC en el programa The Adventures of Johnny Lujack, que duraba media hora los lunes, miércoles y viernes; transmitido por WGN en Chicago con el Mutual Broadcasting System (MBS) por 13 semanas.
En el último partido de la temporada de 1949, con desventaja de 3-9 ante los Chicago Cardinals (6–5–1), terminaron ganando 52–21. En el partido, Lujack lanzó seis pases de touchdown y puso un récord en ese entonces en la NFL con 468 yardas aéreas. El récord sería roto por Norm Van Brocklin. Fue el último quarterback de los Bears en lanzar al menos cinco pases de touchdown en un partido hasta que Mitchell Trubisky lanzó seis ante los Tampa Bay Buccaneers en 2018.
Sid Luckman y George Blanda jugaron junto a Lujack en la rotación de quarterbacks de 1949 a 1950. En la temporada de 1950, Lujack instauró un récord de la NFL con 11 touchdowns por tierra como quarterback. El récord sería empatado por Tobin Rote con los Green Bay Packers en 1956, y roto por Steve Grogan de los New England Patriots en 1976. Lujack, elegido en el primer equipo All-Pro de 1950, colocó un récord para los Bears con 109 puntos totales en una temporada con 11 touchdowns, tres goles de campo, y 34 puntos extra. El récord lo superó Gale Sayers en 1965 con 123 puntos en total.

## Tras el retiro
Luego de cuatro temporadas con los Bears, Lujack regresó a Notre Dame como entrenador asistente de 1952 a 1953 como una deuda de gratitud para con Frank Leahy por haberlo reclutado para Notre Dame. Leahy buscó a Lujack para ser su reemplazo como entrenador en jefe de los Fighting Irish, pero Terry Brennan eligió al Reverendo Theodore Hesburgh, el presidente de la universidad.
En 1954 pasó a vender automóviles junto a su padrastro en la Lujack Schierbrock Chevrolet Company en Davenport, Iowa. Él se ofreció a comprarle a su padrastro la compañía en 1988, per le fue vendida hasta finales de 2006, para ser Smart Automotive.
Lujack también fue comentarista de deportes por varios años, junto a Chris Schenkel en los partidos de los New York Giants por CBS de 1958 a 1961. Sin embargo, en 1962 cuando Ford pasó a ser el sponsor principal del canal, y como Lujack era vencedor para Chevrolet, fue reemplazado por Pat Summerall. También trabajó junto a Jim McKay en CBS en las transmisiones de fútbol americano unversitario en ABC a finales de los años 1960.
El 8 de junio de 1978 Lujack fue introducido al National Polish-American Sports Hall of Fame.
En 2005, Lujack donó 50 000 $ a la Connellsville High School para construir una nueva sede para el equipo de fútbol americano. Sede que más tarde sería bautizada como Johnny Lujack Field House. El Johnny Lujack Training Facility le fue dedicado en 2009 y fue parte de la generación inaugural de la Fayette County Sports Hall of Fame.

## Estadísticas

### Universitario
| Temporada | Pases | Intentos | %    | Yardas | TD |
| --------- | ----- | -------- | ---- | ------ | -- |
| 1946      | 49    | 100      | 49.0 | 778    | 6  |
| 1947      | 61    | 109      | 56.0 | 777    | 9  |

### Profesional
| Temporada | Equipo  | PJ | PI | Récord | Intentos | Completos | Yardas | TD | Int | Lng |
| --------- | ------- | -- | -- | ------ | -------- | --------- | ------ | -- | --- | --- |
| 1948      | CHI     | 9  | 3  | —      | 66       | 36        | 611    | 6  | 3   | 64  |
| 1949      | CHI     | 12 | 7  | —      | 312      | 162       | 2658   | 23 | 22  | 81  |
| 1950      | CHI     | 12 | 12 | 9−3    | 254      | 121       | 1731   | 4  | 21  | 70  |
| 1951      | CHI     | 12 | 6  | 4−2    | 176      | 85        | 1295   | 8  | 8   | 78  |
| Fuente:   | Fuente: | 45 | 28 | 13−5   | 808      | 404       | 6295   | 41 | 54  | 81  |